# Liste des aires urbaines de Madagascar

Carte de l'Afrique avec Madagascar en rouge foncé.

Six des huit principales aires urbaines de Madagascar.

La liste suivante répertorie les principales aires urbaines de Madagascar.

## Principales aires urbaines de Madagascar
| Rang | Nom                        | Population (est. 2014) |
| ---- | -------------------------- | ---------------------- |
| 1    | Antananarivo (Tananarive)  | 2 645 840              |
| 2    | Toamasina (Tamatave)       | 300 813                |
| 3    | Antsirabe (Antsirabé)      | 257 163                |
| 4    | Mahajanga (Majunga)        | 244 279                |
| 5    | Fianarantsoa               | 200 482                |
| 6    | Toliara (Tuléar)           | 170 194                |
| 7    | Ambovombe                  | 126 321                |
| 8    | Antsiranana (Diego Suarez) | 125 103                |